# Gloria Hatrick
Gloria Hatrick McLean (Larchmont; 10 de marzo de 1918 - Beverly Hills; 16 de febrero de 1994) fue modelo y actriz estadounidense. Se casó con el actor James Stewart en 1949.

## Primeros años
Hatrick nació el 10 de marzo de 1918 en Larchmont, Nueva York, hija de Edgar Hatrick y Jessie Hatrick. Su familia pasó los veranos en El Paso, Colorado. Asistió a Finch School en Nueva York y pasó dos años estudiando drama en una escuela dramática. Falleció de Cáncer de pulmón el 16 de febrero de 1994.